# Europa met meerdere snelheden
Met een Europa met meerdere snelheden wordt bedoeld dat binnen de Europese Unie bepaalde lidstaten verder gaan met Europese integratie dan andere. De eventuele  reden is om te vermijden dat een of enkele lidstaten de vooruitgang blokkeren die de andere wensen. De huidige procedure in de Europese Unie waarbij gedifferentieerde samenwerking mogelijk is, heet nauwere samenwerking.

## Twee modellen
Kern-EuropaIn dit model is er een groep van landen binnen de EU die gezamenlijk verder gaan met de Europese integratie dan de andere. Deze kerngroep zou dan bijvoorbeeld eigen instituten kunnen oprichten. Het zou kunnen beschreven worden als een federatie in een confederatie. Guy Verhofstadt is een voorstander van dit model. Hij pleit voor een kerngroep, de Verenigde Staten van Europa, in een Organisatie van Europese Staten.
Gedifferentieerde integratieIn dit model bestaan er verschillende groepen van landen die verder gaan in Europese integratie op verschillende beleidsdomeinen. Bijvoorbeeld één groep van landen beslist verder te gaan in de Europese integratie op het vlak van belasting, een andere groep op het vlak van defensie. Het voordeel van dit model is dat er gemakkelijker tot consensus kan gekomen worden en dat er niet één enkele groep van Europese landen nodig is die over de hele lijn geïnteresseerd zijn in verdere Europese integratie. De term Europe à la carte wordt door critici gebruikt om erop te wijzen dat landen bij dit model zoals in een restaurant enkel de beleidsdomeinen uitkiezen waar zij in geïnteresseerd zijn en dus weinig het Europese belang vooropstellen.
In feite heeft de Europese Unie al het gedifferentieerde model aangenomen. Ten eerste zijn het verschillende lidstaten die wel en niet deelnemen aan het Verdrag van Schengen en aan de euro. Ten tweede bestaat er in de Europese Unie een procedure die toekomstige gedifferentieerde integratie mogelijk maakt: nauwere samenwerking.

## Nauwere samenwerking
De procedure van nauwere samenwerking (ook wel versterkte samenwerking genoemd) wordt beschreven door het Verdrag betreffende de Europese Unie, Titel IV. Bij het Verdrag van Amsterdam is formeel de mogelijkheid gecreëerd dat een aantal lidstaten binnen het kader van de Verdragen onderling nauwere samenwerkingen kunnen aangaan, onder voorwaarde dat het geen defensie zou inhouden. In het Verdrag van Nice werd de versterkte samenwerking versoepeld. Er zijn minimaal negen lidstaten nodig om tot nauwere samenwerking over te gaan. Die samenwerking moet ook aan bepaalde voorwaarden voldoen. Het moet bijvoorbeeld aan de doelstelling van de verdragen van de Europese Unie voldoen en de samenwerking mag niet leiden tot discriminatie tussen de deelnemende en de andere lidstaten. Een lidstaat die eerst niet aan de samenwerking deelnam, heeft achteraf altijd de mogelijkheid om toch aan de samenwerking deel te nemen. Een voorbeeld waar de procedure van nauwere samenwerking al toegepast is, is het Europees octrooi met eenheidswerking.

## Andere voorbeelden
Volgende voorbeelden zijn niet via de procedure van nauwere samenwerking procedure tot stand gekomen:
- Het Verdrag van Schengen regelt de afschaffing van de grenscontroles. Alle EU-landen behalve Ierland en het Verenigd Koninkrijk hebben het verdrag ondertekend. Deze laatste twee landen nemen slechts in bepaalde aspecten deel aan de Schengen-samenwerking. Enkele niet-EU-landen (IJsland, Liechtenstein, Noorwegen en Zwitserland) nemen echter wel deel aan het Verdrag van Schengen.[5]
- Alle lidstaten van de EU zijn eigenlijk verplicht de euro in te voeren. Denemarken en het Verenigd Koninkrijk hebben echter een uitzonderingsclausule bedongen. Zweden heeft geen uitzonderingspositie, maar vermijdt het invoeren van de euro door niet toe te treden tot het WKM II.[6]

## Overzicht per lidstaat van de Europese Unie
| Lidstaat    | Schengen | RVVR | HG | Euro | EER | ESM | EBU | GAM | Euro+ | GVDB | Prüm | Octrooi | Echtscheiding | Symbolen |
| ----------- | -------- | ---- | -- | ---- | --- | --- | --- | --- | ----- | ---- | ---- | ------- | ------------- | -------- |
| België      | ✔        | ✔    | ✔  | ✔    | ✔   | ✔   | ✔   | ✔   | ✔     | ✔    | ✔    | ✔       | ✔             | ✔        |
| Bulgarije   | K        | K    | ✔  | K    | ✔   | X   | ✔   | K   | ✔     | ✔    | ✔    | ✔       | ✔             | ✔        |
| Cyprus      | K        | ✔    | ✔  | ✔    | ✔   | ✔   | ✔   | ✔   | ✔     | ✔    | X    | ✔       | X             | ✔        |
| Denemarken  | ✔        | X    | ✔  | X    | ✔   | X   | ✔   | K   | ✔     | X    | X    | ✔       | X             | X        |
| Duitsland   | ✔        | ✔    | ✔  | ✔    | ✔   | ✔   | ✔   | ✔   | ✔     | ✔    | ✔    | ✔       | ✔             | ✔        |
| Estland     | ✔        | ✔    | ✔  | ✔    | ✔   | ✔   | ✔   | ✔   | ✔     | ✔    | ✔    | ✔       | ✔             | o        |
| Finland     | ✔        | ✔    | ✔  | ✔    | ✔   | ✔   | ✔   | ✔   | ✔     | ✔    | ✔    | ✔       | X             | X        |
| Frankrijk   | ✔        | ✔    | ✔  | ✔    | ✔   | ✔   | ✔   | ✔   | ✔     | ✔    | ✔    | ✔       | ✔             | ✔        |
| Griekenland | ✔        | ✔    | ✔  | ✔    | ✔   | ✔   | ✔   | ✔   | ✔     | ✔    | K    | ✔       | ✔             | ✔        |
| Hongarije   | ✔        | ✔    | ✔  | K    | ✔   | X   | ✔   | ✔   | X     | ✔    | ✔    | ✔       | ✔             | ✔        |
| Ierland     | X        | X    | ✔  | ✔    | ✔   | ✔   | ✔   | ✔   | ✔     | ✔    | X    | ✔       | X             | X        |
| Italië      | ✔        | ✔    | ✔  | ✔    | ✔   | ✔   | ✔   | ✔   | ✔     | ✔    | K    | ✔       | ✔             | ✔        |
| Kroatië     | ✔        | ✔    | ✔  | ✔    | K   | X   | X   | K   | X     | ✔    | X    | X       | X             | X        |
| Letland     | ✔        | ✔    | ✔  | ✔    | ✔   | ✔   | ✔   | ✔   | ✔     | ✔    | X    | ✔       | ✔             | X        |
| Litouwen    | ✔        | ✔    | ✔  | ✔    | ✔   | ✔   | ✔   | ✔   | ✔     | ✔    | X    | ✔       | ✔             | ✔        |
| Luxemburg   | ✔        | ✔    | ✔  | ✔    | ✔   | ✔   | ✔   | ✔   | ✔     | ✔    | ✔    | ✔       | ✔             | ✔        |
| Malta       | ✔        | ✔    | ✔  | ✔    | ✔   | ✔   | ✔   | ✔   | ✔     | ✔    | X    | ✔       | ✔             | ✔        |
| Nederland   | ✔        | ✔    | ✔  | ✔    | ✔   | ✔   | ✔   | ✔   | ✔     | ✔    | ✔    | ✔       | X             | X        |
| Oostenrijk  | ✔        | ✔    | ✔  | ✔    | ✔   | ✔   | ✔   | ✔   | ✔     | ✔    | ✔    | ✔       | ✔             | ✔        |
| Polen       | ✔        | ✔    | X  | K    | ✔   | X   | ✔   | K   | ✔     | ✔    | X    | ✔       | X             | X        |
| Portugal    | ✔        | ✔    | ✔  | ✔    | ✔   | ✔   | ✔   | ✔   | ✔     | ✔    | K    | ✔       | ✔             | ✔        |
| Roemenië    | K        | K    | ✔  | K    | ✔   | X   | ✔   | ✔   | ✔     | ✔    | ✔    | ✔       | ✔             | ✔        |
| Slowakije   | ✔        | ✔    | ✔  | ✔    | ✔   | ✔   | ✔   | ✔   | ✔     | ✔    | ✔    | ✔       | X             | ✔        |
| Slovenië    | ✔        | ✔    | ✔  | ✔    | ✔   | ✔   | ✔   | ✔   | ✔     | ✔    | ✔    | ✔       | ✔             | ✔        |
| Tsjechië    | ✔        | ✔    | ✔  | K    | ✔   | X   | X   | K   | X     | ✔    | X    | ✔       | X             | X        |
| Spanje      | ✔        | ✔    | ✔  | ✔    | ✔   | ✔   | ✔   | ✔   | ✔     | ✔    | ✔    | X       | ✔             | ✔        |
| Zweden      | ✔        | ✔    | ✔  | K    | ✔   | X   | ✔   | X   | X     | ✔    | K    | ✔       | X             | X        |
| Lidstaat    | Schengen | RVVR | HG | Euro | EER | ESM | EBU | GAM | Euro+ | GVDB | Prüm | Octrooi | Echtscheiding | Symbolen |

| Symbool | Betekenis                                   |
| ------- | ------------------------------------------- |
| ✔       | Lidstaat                                    |
| K       | Nog te voldoen aan voorwaarden of kandidaat |
| X       | Geen lidstaat                               |